# Yaylak, Çubuk
Yaylak là một xã thuộc huyện Çubuk, tỉnh Ankara, Thổ Nhĩ Kỳ. Dân số thời điểm năm 2011 là 57 người.